# Newport, Arkansas
Newport är en stad (city) i Jackson County, i delstaten Arkansas, USA. Enligt United States Census Bureau har staden en folkmängd på 7 832 invånare (2011) och en landarea på 34,8 km². Newport är huvudort i Jackson County.